# Yaynha Pereira Gomes
Yaynha Pereira Gomes, nome artístico de Amália Pereira Gomes, (Santa Maria, 27 de março de 1885 — São Paulo, 6 de outubro de 1975) é uma artista plástica e pintora brasileira.
Lançou inicialmente dois livros de poesia: Páginas de sonho, de 1920, e Folhas que caem, de 1922.
Sua estreia na prosa se deu em 1924 com o livro de  contos Quinze noites por meio de uma das editoras de Monteiro Lobato . 
Por fim publicou Colcha de retalhos 
, Ronda inquieta, Editora Martins, 1960 e Exilada do tempo, Editora Fulgor, 1963.
Além das artes escritas, Yaynha Pereira Gomes também produziu no âmbito das artes plásticas,
tendo participado de ao menos nove edições do “Salão Paulista de Artes Plásticas”, entre 1935 e
1951 
É mãe da escritora e tradutora Maslowa Gomes Venturi.